# Сеидов, Тарлан Мир Ашраф оглу
Тарлан Мир Ашраф оглу Сеидов (азерб. Tərlan Mir Əşrəf oğlu Seyidov; 19 января 1943, Баку — 1 февраля 2023, Баку) — советский и азербайджанский музыковед и пианист-педагог, музыкально-общественный деятель. Заслуженный деятель искусств Азербайджанской Республики (2007), доктор искусствоведения (2008). Профессор Бакинской музыкальной академии имени Узеира Гаджибекова (1993). Член Союза композиторов СССР (с 1981 года).

## Биография
Родился в семье врачей.
В 1966 году окончил Азербайджанскую государственную консерваторию по классу фортепиано (класс народного артиста АзССР Майора Рафаиловича Бреннера).
В 1971—72 годах прошёл стажировку в Московском музыкально-педагогическом институте им. Гнесиных по двум специальностям: в классе представителя нейгаузовской школы профессора Теодора Давидовича Гутмана и композитора и музыковеда профессора Генриха Ильича Литинского.
В 1976 году прошёл курс повышения квалификации в Московской государственной консерватории им. П. И. Чайковского (под руководством Н. Любомудровой, В. Цуккермана, Е. Назайкинского, В. Медушевского).
В 1973 году защитил кандидатскую диссертацию на тему «Азербайджанская советская фортепианная музыка (1930—1970)». Научный руководитель — заслуженный деятель искусств РСФСР, профессор Генрих Литинский.
В 2007 году защитил докторскую диссертацию на тему «Азербайджанская фортепианная культура XX века: педагогика, исполнительство и композиторское творчество». Научный консультант — член-корреспондент Национальной академии наук Азербайджана, доктор искусствоведения, профессор Земфира Сафарова.
Скончался 1 февраля 2023.

## Деятельность
В 1980 году создал и возглавил среднюю специальную музыкальную школу-студию.
Создатель и художественный руководитель детского оперного театра Бакинской музыкальной академии (1980).
С 1991 по 1993 год — первый проректор Бакинской музыкальной академии.
С 1983 года проводит научно-исполнительские конференции и конкурсы вначале на городском, затем на республиканском и международном уровнях (Баку — 2010, Москва — 2015).
Воспитал около 100 пианистов, среди его учеников — Лала Рзаева, Эмиль Хиндристанский, Фаган Гасанлы, Мелек Годжаева, Анна Бирюкова, Нигяр Гусейнзаде, Туту Мамедли, Сария Исаева.
Автор работ по сближению теории с практикой музыкального исполнительства. Им впервые разработаны и введены в практику регулярно проводившиеся с 1983 года в Баку и в 2015 году в Московской консерватории научно-исполнительские конференции и конкурсы, как поиск новых форм комплексного музыкального образования, объединение элементов различных видов творческой деятельности.
Создатель учебных программ и пособий для изучения азербайджанской национальной ладовой системы.
Исследовал азербайджанскую фортепианную культуру во взаимодействии педагогики, исполнительства и композиторского творчества.

## Награды и звания
- Доцент Азербайджанской государственной консерватории (1979)
- Профессор Бакинской музыкальной академии (1993)
- Заслуженный деятель искусств Азербайджанской Республики (17 сентября 2007) — за заслуги в развитии азербайджанской культуры[3]
- Почётный знак «За заслуги в развитии культуры и искусства» (28 ноября 2013 года, Межпарламентская ассамблея СНГ) — за значительный вклад в формирование и развитие общего культурного пространства государств — участников Содружества Независимых Государств, реализацию идей сотрудничества в сфере культуры и искусства[4].
- Персональный стипендиат Президента Азербайджанской Республики (2015)[5]
- Орден «Труд» III степени (17 сентября 2021) — по случаю 100-летия Бакинской музыкальной академии имени Узеира Гаджибейли за заслуги в развитии музыкального образования в Азербайджане[6].
- Премия «Хумай» (2022)